# Idiochlora
Idiochlora là một chi bướm đêm thuộc họ Geometridae.